# 塞繆爾·貝拉米
塞繆爾·貝拉米（Samuel Bellamy，1689年2月23日—1717年4月27日），或譯山謬·貝勒米，是18世紀初期活躍於北美洲東岸及加勒比海一帶的著名海盜頭目，人稱「黑山姆」（Black Sam）或「海盜王子」（Prince of Pirates）。
「黑山姆」一名的由來是因為貝勒米有著一頭黑色的長髮，他通常以帶子紮束成馬尾。「海盜王子」一名的由來則是因為貝勒米的行事作風有別於當時其他的海盜，對俘虜十分寬大與慷慨，甚至在佔領船艦後便將自己的舊船給予俘虜，讓俘虜得以逃生。他的海盜團員們也自稱「義賊團」（Robin Hood's Band）。
貝勒米加入班傑明·霍尼戈爾德和黑鬍子的海盜團後，由於班傑明嚴格遵守與當局的協議——只搶劫敵國的商船，被罷免而退出海盜生涯，而黑鬍子也獨立出來，在船隊分裂的騷動下，他於1716年透過海盜特有的民主表決形式取代班傑明成為新任的海盜頭目，隨後便四處大肆劫掠各國商船，取得豐碩的戰果。1717年成功掠奪英籍大型販奴船－維達號（Whydah Gally），並以之為旗艦，藉由維達號的重裝武力，成為當時北美洲東岸海域最令人聞風喪膽的海盜之一。不過維達號不久便於同年的4月26日在鱈角近海遭遇暴風雨而觸礁沉沒，翌日人們在海灘上只發現9名生還者及一些被沖上岸的屍體、船體殘骸、錢幣與雜物，頭目貝勒米則不知所終，據信已葬身海底，得年29歲。
儘管貝勒米掌權的海盜生涯只有一年光景，但他所率領的海盜團卻劫掠了超過50艘以上的船艦
，包括當時堪稱海盜界的頂級戰利品－維達號及其滿載的販奴利得，估計該海盜團犯罪所得的金銀珠寶約有4.5公噸之譜，是海盜中的寶藏王。
維達號的沉沒地點於1984年被確認，至今（2008年）仍在打撈，已找到10萬件左右的物品，是史上第一艘有實物證實的海盜船。